# Glaucidiaceae
Glaucidiaceae is een botanische naam, voor een familie van tweezaadlobbige planten. Een familie onder deze naam wordt zelden erkend door systemen voor plantentaxonomie, maar wel door het Dahlgrensysteem, Thornesysteem en Revealsysteem. Indien erkend gaat het om een heel kleine familie, van slechts een soort in Japan.
In de regel worden de betreffende planten ingedeeld in de familie Ranunculaceae.